# كريس مان (شاعر)
كريس مان (بالإنجليزية: Chris Mann)‏ هو شاعر جنوب أفريقي، ولد في 1948.

## وصلات خارجية
- الموقع الرسمي